# Holden Arboretum
Het Holden Arboretum is een arboretum in Kirtland (Ohio). De oppervlakte van het arboretum is 1457 ha. Hiervan is 1215 ha bedekt met natuurlijke vegetatie. Op 200 ha worden planten gekweekt. Het arboretum is vernoemd naar Albert Fairchild Holden.
Het arboretum is aangesloten bij organisaties als de American Public Gardens Association, Botanic Gardens Conservation International, Center for Plant Conservation en de Plant Conservation Alliance.

## Collectie
De plantencollectie bestaat onder meer uit heidefamilie (Ericaceae), dennenfamilie (Pinaceae), levensboom (Thuja), Chamaecyparis, esdoorn (Acer), sneeuwbal (Viburnum), Malus, Syringa, Rhododendron, Magnolia, berk (Betula), bomen met noten, planten die heggen vormen en planten die van nature voorkomen in Ohio. Er is een vlindertuin met planten die vlinders aantrekken.

## Faciliteiten
Het arboretum heeft een herbarium. Er zijn een bezoekerscentrum en een geschenkenwinkel die in een boomhuis is gevestigd.
Het arboretum heeft de beschikking over diverse onderzoeksfaciliteiten. Het Holden Science Center (HSC) is een onderzoekscentrum dat in 1994 is voltooid. Het centrum omvat onder meer laboratoria, kantoren en kasruimte. Er zijn drie computergestuurde broeikassen waarin het klimaat geregeld kan worden om planten op te kweken voor onderzoek en voor de collectie van het Holden Arboretum.
Het David G. Leach Research Station is een onderzoeksfaciliteit die is gevestigd in Madison (Ohio). Deze faciliteit is aan het Holden Arboretum geschonken door David Leach. Hier wordt onder meer onderzoek gedaan naar rododendrons en waarvan voor het landklimaat geschikte cultivars worden ontwikkeld.
De bibliotheek van het arboretum (Warren H. Corning Library) is aangesloten bij de Council on Botanical and Horticultural Libraries. De bibliotheek is voor het publiek toegankelijk. De bibliotheek heeft een collectie zeldzame boeken en kunst die bijeengebracht is door Warren H. Corning, een filantroop en investeerder naar wie de bibliotheek is vernoemd. Van deze collectie maakt een complete serie vanaf 1787 van Curtis's Botanical Magazine deel uit.